# Hamm, Bitburg-Prüm
Hamm là một đô thị thuộc huyện Bitburg-Prüm, bang Rhineland-Palatinate, Đức.